# Боровенка (правый приток Плюссы)
Боровенка — река в России, протекает в Ленинградской области Сланцевском районе. Устье реки находится в 5 км по правому берегу реки Плюссы в урочище Кривая Лука. Длина реки — 20 км. На реке находится деревня Большая Боровня Черновского сельского поселения.

## Данные водного реестра
По данным государственного водного реестра России относится к Балтийскому бассейновому округу, водохозяйственный участок реки — Нарва, речной подбассейн реки — подбассейн отсутствует. Относится к речному бассейну реки Нарва (российская часть бассейна).